# از نشویل تا تو
از نشویل تا تو (انگلیسی: From Nashville to You) هشتمین آلبوم استودیویی خواننده آمریکایی لاتویا جکسون است. این آلبوم که با نام‌های مجموعۀ کشورِ من و کمی سوءتفاهم شده نیز منتشر شده، دارای موسیقی کانتری وسترن است.

## منبع
1. ↑  «Rome News-Tribune - Google News Archive Search». news.google.com. دریافت‌شده در ۲۰۲۳-۰۲-۱۰.